# S/2016 J 1
S/2016 J 1, o Giove LIV, è un piccolo satellite naturale irregolare del pianeta Giove.
È stato scoperto da Scott S. Sheppard nel 2016. Appartiene al gruppo di Ananke.

## Scoperta
Il satellite è stato scoperto nel 2016 da Scott S. Sheppard, ma l'annuncio fu dato solo il 2 giugno 2017 con una Minor Planet Electronic Circular del Minor Planet Center e gli fu assegnata la designazione provvisoria S/2016 J 1. Dal momento che sua orbita è stata determinata con precisione, il satellite ha ricevuto l'ordinale: Giove LIV.

## Denominazione
In attesa della promulgazione della denominazione definitiva da parte dell'Unione Astronomica Internazionale, il satellite è noto mediante la numerazione ufficiale Giove LIV.

## Parametri orbitali
S/2016 J 1 appartiene al gruppo di Ananke, composto da satelliti retrogradi ed irregolari che orbitano attorno a Giove ad una distanza compresa fra 19,3 e 22,7 milioni di chilometri, con una inclinazione orbitale pari a circa 150°.
S/2016 J 1 ha un diametro di circa 1 km e orbita intorno a Giove con un semiasse maggiore di circa 20650845 km in circa 602,7 giorni, con un'eccentricità di 0,141. L'orbita è retrograda con una inclinazione di circa 140°; di conseguenza, il satellite si muove in direzione opposta alla rotazione del pianeta.